# Marmor
Marmor er en bjergart, der dannes ved omkrystallisation (metamorfose) af kalcit- eller dolomit-rige sedimentære kalkbjergarter. Processen tager millioner af år og forårsages af særlige temperatur-, tryk- og friktionsmæssige forhold. I geologisk sammenhæng regnes marmor under metamorfe bjergarter. I kommerciel sammenhæng hører det under natursten.
Marmor er kendt som byggemateriale og til skulptur, interiør og brugsgenstande. Kulturhistorisk forbindes marmor ofte med oldgræsk og romersk arkitektur og kunst, hvor man møder en hvid, indimellem gultonet version af stenarten. I antikken blev skulpturerne bemalet. Marmor findes i et væld af farver.  

## Etymologi
Ordet ’marmor’ stammer fra det græske μάρμαρον (mármaron), fra μάρμαρος (mármaros), "krystallinsk sten, skinnende sten", og måske fra verbet μαρμαίρω (marmaírō), "at skinne”. R. S. P. Beekes har foreslået, at der sandsynligvis også findes en førgræsk oprindelse.
Det engelske ord marmoreal betyder "marmor-lignende." En række sprog følger den græske oprindelse, herunder det franske marbre, det persiske og irske marmar, det spanske mármol, italienske marmo, portugisiske mármore, walisiske, slovenske, tyske, norske, danske og svenske marmor, finske marmori, rumænske marmură, polske marmur, hollandske marmer, kurdiske og tyrkiske mermer, tjekkiske mramor, og russiske мрáмор (mramor). På ungarsk kaldes det márvány.

## Geologisk klassifikation
Klassifikation af bjergarter i geologisk sammenhæng peger tilbage på den geologiske tilblivelseshistorie. En bjergart kan enten have en magmatisk, en sedimentær eller en metamorf oprindelse. Marmor regnes under metamorfe bjergarter, da det opstår ved en transformation af andre bjergarter. 
Metamorfe bjergarters egenskaber er typisk afhængige af den bjergart, som har været udgangspunktet (kaldet protolitten). De findes gerne i områder, hvor jordoverfladen har været udsat for en kraftig trykpåvirkning som ved dannelsen af en bjergkæde.

## Egenskaber og brug
Marmor er velegnet til forarbejdning. Stenen er relativt vejrbestandig og har været anvendt som byggemateriale og i skulptur gennem flere tusind år. Det har imidlertid vist sig, at nutidens forurenede, sure luft kan tære voldsomt på marmor. 

## Bestanddele, sammensætning og karakter
Marmor dannes ved genkrystallisation eller metamorfose af sedimentære kalkbjergarter, almindeligvis kalksten eller dolomit. Forskellige marmortyper kan være resultatet af forskellige typer af metamorfose af de oprindelige karbonatmineraler, som typisk er sammensat mosaik af karbonatkrystaller og forskellige mineralske 'urenheder'. De sedimentære strukturer, som optrådte i den oprindelige karbonatsten (protolitten), bliver typisk ændret eller ødelagt under omdannelsen til marmor.
Marmorsten kan variere fra meget fin- til grovkornet. Det kan både være strukturløst og have sit individuelle strukturpræg. Og det kan have forskellige farver.
Helt hvid marmor kommer af meget ren (silikat-fattig) kalk- eller dolomitsten. De karakteristiske hvirvler og årer i farvede marmortyper skyldes typisk mineralske urenheder som ler, silt, sand, jernoxider eller flint, som har været til stede som korn eller lag i den oprindelige kalksten.
Grøntoning af stenen kan skyldes serpentin-mineraler, der opstår på baggrund af magnesiumrig kalksten eller dolomit med kiselsyreurenheder. Urenhederne er mobiliseret og genkrystalliseret under metamorfosen.

## Oprindelse
Marmor brydes over hele verden: i Sydamerika, Brasilien, Argentina, Colombia, Ecuador og Venezuela; i Alabama, Georgia og Tennessee; i Spanien og i Portugal, Tyrkiet, Tyskland og i Belgien. I Skandinavien brydes marmor i Mellemsverige og i Norge, som er anvendt i Frederikskirken (Marmorkirken) i København. Frankrig har omkring 250 typer, flere end noget andet land. 
Bedst kendt er marmor fra Italien og Grækenland. Italien er i dag verdens vigtigste marmorproducent og er især berømt for sit marmorbrud i Carrara i Norditalien, hvor man siden 283 f.Kr. har hentet en finkornet hvid type. Marmor fra Carrara kan ved polering opnå en let gennemskinnelig overflade, som kan gøre den en næsten vokslignende. Kejser Augustus benyttede marmor fra Carrara til genopbygningen af Rom.
De græske marmortyper, man især kender fra antikken, er naxisk og parisk marmor fra de kykladiske øer Naxos og Paros, samt pentelisk marmor fra Attika. Attikader er benyttet til Parthenon i Athen. Parisk og pentelisk marmor blev eksporteret til den antikke græske verden. Den er tætkornet og snehvid, men indeholder samtidig en del jern, som ved iltning giver stenen et gyldent skær. 

## Anvendelses- og kulturhistorie
Marmor har været anvendt som byggemateriale i oldtiden, hvor det var en værdifuld vare, som blev transporteret over store afstande til tempel- og paladsbyggeri. Materialet er stadig en kulturel indikator for værdi, selv om det er blevet mere tilgængeligt. 
I dag anvendes marmor fortsat i arkitektur og billedkunst og optræder desuden i design, brugsgenstande og interiør. 

## Eksterne links
Video (eng.) med introduktion af traditionelle redskaber til forarbejdning af marmor:
- The J. Paul Getty Museum, "Carving Marble with Traditional Tools," in Smarthistory, May 7, 2017, accessed November 20, 2017, https://smarthistory.org/carving-marble-with-traditional-tools-2/.

Video (eng.) med introduktion af marmorbrydning i Carrara, Italien, forarbejdning af marmor, og Michelangelos arbejde med marmorskulpturer i renæssancen:
- Dr. David Drogin and Dr. Beth Harris, "Quarrying and carving marble," in Smarthistory, December 9, 2015, accessed November 20, 2017, https://smarthistory.org/quarrying-and-carving-marble/.